# Wyszonki-Klukówek
Wyszonki-Klukówek – wieś w Polsce położona w województwie podlaskim, w powiecie wysokomazowieckim, w gminie Klukowo.
W latach 1975–1998 miejscowość administracyjnie należała do województwa łomżyńskiego.
Wierni kościoła rzymskokatolickiego należą do parafii Narodzenia NMP w Wyszonkach Kościelnych.

## Historia wsi
Miejscowość założona prawdopodobnie na początku XVI wieku w obszarze okolicy szlacheckiej Wyszonki. Wzmiankowana podczas spisu podatkowego z 1580. Zamieszkiwana przez Wyszyńskich herbu Grabie, Kostrów i innych. Znajdowały się tu również działy chłopskie ({\displaystyle {\tfrac {1}{4}}}włóki).
W I Rzeczypospolitej w ziemi bielskiej w województwie podlaskim.
W XVII w. wieś była częścią majątku ziemskiego obejmującego Wyszonki-Klukówek, część wsi Wyszonki Kościelne, Wyliny-Ruś, działy w innych wsiach oraz rozległe lasy na zachód od miejscowości.
Inni, znani właściciele:
- druga połowa XVII – Benedykt Hryniewiecki herbu Przegina, następnie jego syn Paweł Karol Hryniewiecki, skarbnik bielski
- córka Pawła Karola, Wiktoria wniosła te dobra z posagiem, mężowi Marcinowi Ogonowskiemu herbu Ogończyk, pisarzowi ziemskiemu i grodzkiemu zambrowskiemu
- druga połowa XVIII – majątek częścią dóbr Wyliny, właścicielem Józef Kajetan Ossoliński
- Wiktor hrabia Ossoliński
- ród Zamoyskich[8]

W roku 1827 w Wyszonkach-Klukówku były 2 domy i 11 mieszkańców.
W 1864 roku w ramach uwłaszczenia powstało 19 gospodarstw rolnych o całkowitej powierzchni 21 morgów. Do końca I wojny światowej istniał tu również folwark rodziny Zamoyskich. Sprzedany braciom: Tadeuszowi i Mieczysławowi Skarzyńskim z Łomży.
W okresie międzywojennym wieś liczyła 15 domów i 79 mieszkańców. Obok istniał folwark, w którym w 1921 roku znajdowało się 5 domów z 130 mieszkańcami.